# Hawthorne (krater)
För andra betydelser, se Hawthorne (olika betydelser).
Hawthorne är en nedslagskrater på planeten Merkurius, med en diameter på ungefär 120 kilometer.
1979 uppkallades kratern efter författaren Nathaniel Hawthorne.